# Gunnar Martens
Gunnar Martens (* 7. April 1940 in Gentofte) ist ein dänischer Beamter. Von 1995 bis 2002 war er Reichsombudsmann in Grönland.

## Leben
Gunnar Martens ist der Sohn des Versicherungsdirektors Hans Ejler Martens (1910–1971) und seiner deutschen Ehefrau Gertrud „Trudel“ Berg (1915–2007), einer Tochter des Musikwissenschaftlers Arthur Berg (1872–1955). Am 29. September 1973 heiratete Gunnar Martens die Bürochefin Susanne Hansen (* 1951), Tochter des Hofbesitzers Orla Hansen († 2003) und seiner Frau Grete († 2009).
Gunnar Martens besuchte das Gymnasium in Rungsted, das er 1959 abschloss. Anschließend studierte er an der Universität Kopenhagen, die er 1965 als cand.polit. verließ. Er wurde im Grönlandministerium angestellt, wo er bis 1970 als Sekretär arbeitete. Danach war er bis 1974 im Sekretariat des Grønlandsrådet tätig. Anschließend wurde er Bürochef in Grønlands Landsråd und 1978 kommissarischer Sekretariatschef. In den 1970er Jahren war er auch im Sekretariat der Hjemmestyrekommission tätig. Nach Einführung der Hjemmestyre wurde er 1979 Regierungsdirektor. 1982 kehrte er nach Dänemark zurück, wo er Bürochef im Grönlandministerium wurde. 1987 wurde er Bürochef des Staatsministeriums. 1992 erhielt er eine Anstellung in Bezug auf grönländische und färöische Angelegenheiten. Am 1. Juli 1995 wurde er als Nachfolger von Steen Spore zum Reichsombudsmann in Grönland ernannt und hatte das Amt bis zu seiner Pensionierung am 31. März 2002 inne, als er von Peter Lauritzen abgelöst wurde.
Gunnar Martens hatte zahlreiche Posten inne. Er war Vorsitzender des grönländischen Wahlausschusses und des Ausschusses zur Gründung eines Geocenters. Zudem war er Mitglied des grönländischen Tarifrats, der Kommission für Wissenschaftliche Untersuchungen in Grönland, des Ausschusses zur Gründung des Dansk Polarcenter, dessen kommissarischer Direktor er 1990 kurzzeitig auch war und dessen Aufsichtsratsvorsitzender er von 1994 bis 2000 war, und anderer Ausschüsse. Von 2002 bis 2011 saß er im Aufsichtsrat des Arktisk Institut. Er war Vorsitzender mehrerer grönlandbezogener Stiftungen.
Gunnar Martens ist Ritter 1. Grades des Dannebrogordens und trägt zudem den Nersornaat in Silber.

## Werke
- 2007: Inspektørboligen i Nuuk
- 2021: Grønlandske tidsbilleder 1965–2005. Mit liv som bureaukrat